# Melanagromyza alaskae
Melanagromyza alaskae är en tvåvingeart som beskrevs av Spencer 1969. Melanagromyza alaskae ingår i släktet Melanagromyza och familjen minerarflugor.
Artens utbredningsområde är Alaska. Inga underarter finns listade i Catalogue of Life.